# Грудки
Грудки́ — село в Україні, у Камінь-Каширській міській громаді Камінь-Каширського району Волинської області. Населення становить 1870 осіб.
Відстань до районного центру міста Камінь-Каширський становить — 3 км.

## Історія
Історичні назви села «Ільблє», «Ольблє», «Ольблє Руське». З 1946 року село називається «Грудки».
Перша згадка про село відноситься до 1523 року. Документ повідомляє, що князь Андрій Михайлович Сангушко-Коширський, маршалок королівський, в обмін на кілька своїх поселень придбав у Андрія Олександровича Сангушка, старости Володимирського, маршалка землі Волинської, маєток  Ільблє з людьми, угіддями, ставом, млином, пів-озером Лебським, з працями людськими і платами грошовими.
Документи свідчать, що сплату податку від Ольбля в 1583 році за 12 димів, а в 1629 — за 58 димів.
Село було власністю династії Сангушків-Коширських до 1629 року, коли Адам-Олександр Григорович Сангушко свою маєтність подарував синам сестри Ганни Григорівни, яка була в шлюбі з польським шляхтичем Єжи Красицьким. У XVIII ст. поселення належало певний час католицькому Домініканському монастиреві, пізніше казні Російської імперії.
Церковний літописець повідомляє, що в 1896 році село налічує 112 ¼ дворів, 892 душі обох статей прихожан, 27 євреїв. А видання Волинського губернського комітету 1906 р. вказує, що в селі Ольблє Руське К-Коширської волості налічувалось 194 двори і 1037 жителів.

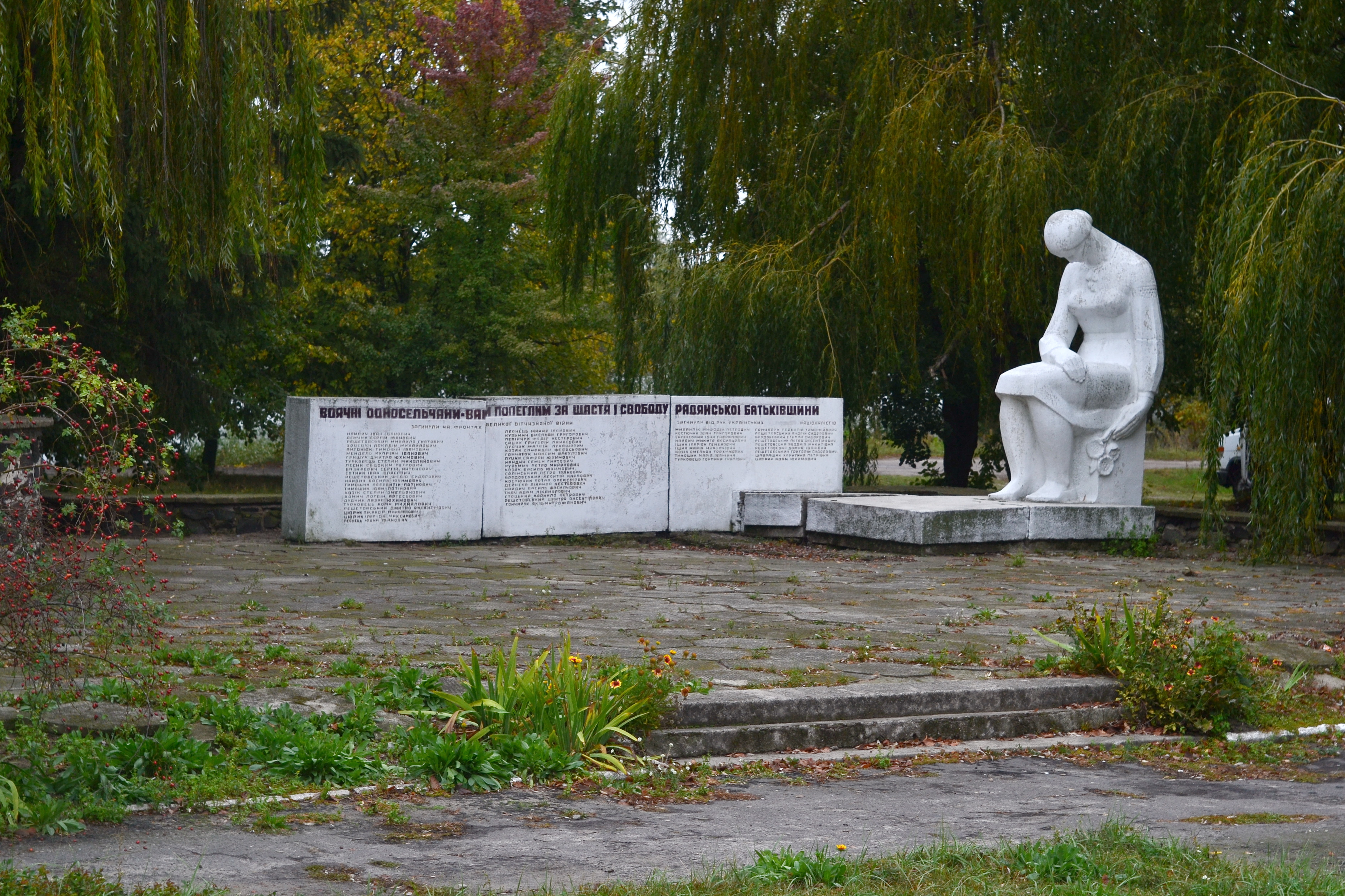
Пам'ятник землякам

До «Книги пам'яті України» занесені імена 63 жителів населених пунктів сільської ради Ольблє Руське, Ольблє Ляхське, Ольшани, Залазько), які  загинули або пропали безвісти на фронтах Другої світової війни.
В 1948 році в селі був створений колгосп імені Старченка (пізніша назва — імені Радянської Конституції). Господарство припинило своє існування в роки незалежності України.
В Грудках є храм Святого Архістратига Михаїла. Дерев'яна церква з двома банями на західному фасаді побудована в 1771 (1775) році. За радянської влади в 1961 році богослужіння були заборонені, приміщення перетворене на склад. Храм поступово руйнувався, а дзвіниця була зруйнована повністю. Лише в 1989 році зусиллями громади церква була реставрована і в ній знову зазвучало Боже Слово.
З 1886 року в селі діяла церковно-парафіяльна школа. Навчалось до 20 дітей.
За радянської влади під приміщення школи використовували будівлі репресованих односельчан. Молодь отримувала семирічну, а пізніше восьмирічну освіту.
В 1984—1985 роках побудовано соціально-культурний центр села. Постали нове приміщення школи, де учні почали здобувати середню освіту, дитячий садок «Сонечко», будинок культури, адміністративне приміщення, заасфальтовані центральні вулиці.
У 2004 році село газифіковане.
У Грудках працюють загальноосвітня школа І-ІІІ ступенів, ДНЗ «Сонечко», фельдшерсько-акушерський пункт, будинок культури з бібліотекою, поштове відділення, магазини.
На території села знаходиться гідрологічний заказник місцевого значення «Озеро Лука».

## Населення
Згідно з переписом УРСР 1989 року чисельність наявного населення села становила 1735 осіб, з яких 873 чоловіки та 862 жінки.
За переписом населення України 2001 року в селі мешкало 1816 осіб.

### Мова
Розподіл населення за рідною мовою за даними перепису 2001 року:
| Мова       | Відсоток |
| ---------- | -------- |
| українська | 99,73 %  |
| російська  | 0,16 %   |
| білоруська | 0,05 %   |
| молдовська | 0,05 %   |

## Відомі люди
- Гончарук Іван Савич «Лісовий» (1925—1989) — борець за волю України, вояк УПА.
- Сотник Іван Андрійович (1987—2015) — молодший сержант, командир 3 відділення 2 роти батальйону оперативного призначення «Донбас» Національної гвардії України, загинув обороняючи Широкине.
- Найдич Василь Васильович (1990-2025)  – солдат Збройних Сил України, учасник російсько-української війни. Життя обірвалося трагічно 8 січня 2025 року у Харківській області. Похований 16 січня 2025 року на місцевому кладовищі села Грудки.